# Раслака
Раслака (Раслак) — река в России, протекает по Мурманской области. Устье реки находится в 30 км по левому берегу реки Сергевань. Длина реки составляет 4,9 км, площадь водосборного бассейна 13 км².
Берёт начало из множества родников. В бассейне реки находится озеро Раслака. Протекает через посёлок Ильма. В низовье на реке водопад.

## Данные водного реестра
По данным государственного водного реестра России относится к Баренцево-Беломорскому бассейновому округу, водохозяйственный участок реки — Воронья от гидроузла Серебрянское 1 и до устья. Речной бассейн реки — бассейны рек Кольского полуострова, впадает в Баренцево море.
Код объекта в государственном водном реестре — 02010000812101000004185.